# Pseudcraspedia
Pseudcraspedia is een geslacht van vlinders van de familie uilen (Noctuidae), uit de onderfamilie Agaristinae.

## Soorten
- P. prosticta Hampson, 1910
- P. punctata Hampson, 1898